# Intervista
Intervista is een Italiaanse dramafilm uit 1987 onder regie van Federico Fellini.

## Verhaal
Japanse verslaggevers nemen een vraaggesprek af van Federico Fellini. Hij denkt terug aan de tijd dat hij zelf verslaggever was en de filmstudio's voor de eerste keer zag.

## Rolverdeling
| Acteur               | Personage    |
| -------------------- | ------------ |
| Anita Ekberg         | Zichzelf     |
| Marcello Mastroianni | Zichzelf     |
| Federico Fellini     | Zichzelf     |
| Sergio Rubini        | Verslaggever |
| Antonella Ponziani   | Antonella    |
| Maurizio Mein        | Zichzelf     |
| Paola Liguori        | Filmster     |
| Lara Wendel          | Bruid        |
| Antonio Cantafora    | Bruidegom    |